# Élections législatives de 2012 dans l'Ain
Les élections législatives françaises de 2012 se déroulent les 10 et 17 juin 2012. Dans le département de l'Ain, cinq députés sont à élire dans le cadre de cinq circonscriptions, soit une de plus que lors des législatures précédentes, en raison du redécoupage électoral.

## Élus
| Circonscription | Député sortant            | Parti      | Parti      | Député élu ou réélu       | Parti | Parti |
| --------------- | ------------------------- | ---------- | ---------- | ------------------------- | ----- | ----- |
| 1re             | Xavier Breton             |            | UMP        | Xavier Breton             |       | UMP   |
| 2e              | Charles de La Verpillière |            | UMP        | Charles de La Verpillière |       | UMP   |
| 3e              | Étienne Blanc             |            | UMP        | Étienne Blanc             |       | UMP   |
| 4e              | Michel Voisin             |            | UMP        | Michel Voisin             |       | UMP   |
| 5e              | Siège créé                | Siège créé | Siège créé | Damien Abad               |       | NC    |

## Contexte

### Impact du redécoupage territorial
Le département gagne une circonscription et obtient 5 sièges avec le redécoupage qui entraîne des modifications pour 7 des 8 circonscriptions sortantes.
La création de la 5e circonscription entraîne des modifications dans toutes les autres. Cette création est basée sur les cantons de Brénod, Champagne-en-Valromey, Hauteville-Lompnes, Lhuis, Saint-Rambert-en-Bugey et Virieu-le-Grand, provenant de la 3e circonscription, ainsi que ceux d'Ambérieu-en-Bugey, Izernore, Nantua, Oyonnax Nord, Oyonnax Sud et Poncin, de la 2e circonscription, laquelle prend les cantons de Miribel, Reyrieux et Trévoux à la 4e, qui échange le canton de Bourg-en-Bresse-Sud et le canton de Péronnas avec la 1re contre le canton de Pont-de-Vaux.

## Résultats

### Analyse
Si le tracé des circonscriptions a été profondément remanié, dans ce département historiquement ancré à droite, la droite gagne une fois encore tous les sièges. Les quatre députés UMP sortants sont reconduits. C'est Michel Voisin à Bourg-en-Bresse - sud qui réalise le meilleur score. Dans le secteur de Trévoux, au sud-ouest, Charles de La Verpillière sort victorieux malgré la triangulaire que lui a imposée le Front national. Le conseiller régional Nouveau Centre Damien Abad (sous l'étiquette UMP) fait son entrée à l'Assemblée nationale en gagnant aisément la nouvelle circonscription d'Oyonnax dans l'est.

### Résultats à l'échelle du département
| Parti          | Parti                                     | Premier tour | Premier tour | Second tour | Second tour | Sièges |
| Parti          | Parti                                     | Voix         | %            | Voix        | %           | Sièges |
| -------------- | ----------------------------------------- | ------------ | ------------ | ----------- | ----------- | ------ |
|                | Union pour un mouvement populaire         | 85 679       | 37,80        | 114 009     | 52,48       | 5      |
|                | Parti radical                             | 3 946        | 1,74         |             |             | 0      |
|                | Divers droite dont DLR et PCD             | 2 214        | 0,98         | 0           |             |        |
|                | Droite parlementaire                      | 91 839       | 40,52        | 114 009     | 52,48       | 5      |
|                |                                           |              |              |             |             |        |
|                | Parti socialiste                          | 54 233       | 23,93        | 74 937      | 34,49       | 0      |
|                | Parti radical de gauche                   | 15 419       | 6,80         | 19 780      | 9,10        | 0      |
|                | Europe Écologie Les Verts                 | 9 705        | 4,28         |             |             | 0      |
|                | Majorité présidentielle                   | 79 357       | 35,01        | 94 717      | 43,60       | 0      |
|                |                                           |              |              |             |             |        |
|                | Front national dont RBM                   | 40 097       | 17,69        | 8 530       | 3,93        | 0      |
|                | Front de gauche                           | 9 963        | 4,40         |             |             | 0      |
|                | Divers écologiste dont LT-LNÉ, MÉI et AÉI | 2 379        | 1,05         | 0           |             |        |
|                | Extrême gauche dont LO, NPA et POI        | 1 622        | 0,72         | 0           |             |        |
|                | Mouvement démocrate                       | 1 418        | 0,63         | 0           |             |        |
|                |                                           |              |              |             |             |        |
| Inscrits       | Inscrits                                  | 394 194      | 100,00       | 394 158     | 100,00      | 5      |
| Abstentions    | Abstentions                               | 164 854      | 41,82        | 171 986     | 43,63       |        |
| Votants        | Votants                                   | 229 340      | 58,18        | 222 172     | 56,37       |        |
| Blancs et nuls | Blancs et nuls                            | 2 665        | 1,16         | 4 916       | 2,21        |        |
| Exprimés       | Exprimés                                  | 226 675      | 98,84        | 217 256     | 97,79       |        |

### Résultats par circonscription

#### Première circonscription (Bourg-en-Bresse)
| Candidat       | Candidat                    | Parti          | Premier tour | Premier tour | Second tour | Second tour |  |
| Candidat       | Candidat                    | Parti          | Voix         | %            | Voix        | %           |  |
| -------------- | --------------------------- | -------------- | ------------ | ------------ | ----------- | ----------- |  |
|                | Jean-François Debat         | PS             | 18 312       | 38,92        | 22 743      | 48,41       |  |
|                | Xavier Breton sortant réélu | UMP            | 17 716       | 37,65        | 24 233      | 51,59       |  |
|                | Clément Perrin              | RBM (FN)       | 7 290        | 15,49        |             |             |  |
|                | Sébastien Boileau           | FG (PG) (PCF)  | 1 520        | 3,23         |             |             |  |
|                | Nadia Errouane-Allouache    | EÉLV           | 1 161        | 2,47         |             |             |  |
|                | Grégory Baudouin            | DLR            | 296          | 0,63         |             |             |  |
|                | Murielle Van der Vossen     | AÉI            | 226          | 0,48         |             |             |  |
|                | Jacques Fléchon             | MPF            | 220          | 0,47         |             |             |  |
|                | Carole Gerbaud              | NPA            | 171          | 0,36         |             |             |  |
|                | Maude Lépagnot              | LO             | 141          | 0,30         |             |             |  |
|                |                             |                |              |              |             |             |  |
| Inscrits       | Inscrits                    | Inscrits       | 79 066       | 100,00       | 79 072      | 100,00      |  |
| Abstentions    | Abstentions                 | Abstentions    | 31 537       | 39,89        | 31 172      | 39,42       |  |
| Votants        | Votants                     | Votants        | 47 529       | 60,11        | 47 900      | 60,58       |  |
| Blancs et nuls | Blancs et nuls              | Blancs et nuls | 476          | 1            | 924         | 1,93        |  |
| Exprimés       | Exprimés                    | Exprimés       | 47 053       | 99           | 46 976      | 98,07       |  |

#### Deuxième circonscription (Miribel)
| Candidat       | Candidat                                | Parti             | Premier tour | Premier tour | Second tour | Second tour |  |
| Candidat       | Candidat                                | Parti             | Voix         | %            | Voix        | %           |  |
| -------------- | --------------------------------------- | ----------------- | ------------ | ------------ | ----------- | ----------- |  |
|                | Charles de La Verpillière sortant réélu | UMP               | 19 217       | 37,26        | 22 327      | 44,31       |  |
|                | Michel Raymond                          | diss. PS          | 11 900       | 23,07        | 19 529      | 38,76       |  |
|                | Olivier Eyraud                          | RBM (diss. UMP) , | 10 894       | 21,12        | 8 530       | 16,93       |  |
|                | Paul Vernay                             | EÉLV (PS)         | 5 213        | 10,11        |             |             |  |
|                | Katia Philippe                          | FG (PCF)          | 2 215        | 4,29         |             |             |  |
|                | Marie-Jeanne Béguet                     | CpF (MoDem)       | 1 418        | 2,75         |             |             |  |
|                | Claire Darmedru                         | AÉI               | 495          | 0,96         |             |             |  |
|                | Vincent Goutagny                        | LO                | 224          | 0,43         |             |             |  |
|                |                                         |                   |              |              |             |             |  |
| Inscrits       | Inscrits                                | Inscrits          | 86 982       | 100,00       | 86 937      | 100,00      |  |
| Abstentions    | Abstentions                             | Abstentions       | 34 894       | 40,12        | 36 001      | 41,41       |  |
| Votants        | Votants                                 | Votants           | 52 088       | 59,88        | 50 936      | 58,59       |  |
| Blancs et nuls | Blancs et nuls                          | Blancs et nuls    | 512          | 0,98         | 550         | 1,08        |  |
| Exprimés       | Exprimés                                | Exprimés          | 51 576       | 99,02        | 50 386      | 98,92       |  |

#### Troisième circonscription (Gex)
| Candidat       | Candidat                    | Parti          | Premier tour | Premier tour | Second tour | Second tour |  |
| Candidat       | Candidat                    | Parti          | Voix         | %            | Voix        | %           |  |
| -------------- | --------------------------- | -------------- | ------------ | ------------ | ----------- | ----------- |  |
|                | Étienne Blanc sortant réélu | UMP            | 15 465       | 41,55        | 19 266      | 55,17       |  |
|                | Jean-Marc Fognini           | PS             | 12 164       | 32,68        | 15 653      | 44,83       |  |
|                | Gaëtan Noblet               | RBM (FN)       | 5 041        | 13,54        |             |             |  |
|                | Christine Franquet          | EÉLV           | 1 810        | 4,86         |             |             |  |
|                | Yves Thoumine               | FG (PCF) (PG)  | 1 622        | 4,36         |             |             |  |
|                | Delphine Rochet             | DLR            | 582          | 1,56         |             |             |  |
|                | Sylvie Vermeulen            | AÉI            | 379          | 1,02         |             |             |  |
|                | Éric Lahy                   | LO             | 160          | 0,43         |             |             |  |
|                |                             |                |              |              |             |             |  |
| Inscrits       | Inscrits                    | Inscrits       | 69 837       | 100,00       | 69 847      | 100,00      |  |
| Abstentions    | Abstentions                 | Abstentions    | 32 145       | 46,03        | 34 038      | 48,73       |  |
| Votants        | Votants                     | Votants        | 37 692       | 53,97        | 35 809      | 51,27       |  |
| Blancs et nuls | Blancs et nuls              | Blancs et nuls | 469          | 1,24         | 890         | 2,49        |  |
| Exprimés       | Exprimés                    | Exprimés       | 37 223       | 98,76        | 34 919      | 97,51       |  |

#### Quatrième circonscription (Péronnas)
| Candidat       | Candidat                    | Parti          | Premier tour | Premier tour | Second tour | Second tour |  |
| Candidat       | Candidat                    | Parti          | Voix         | %            | Voix        | %           |  |
| -------------- | --------------------------- | -------------- | ------------ | ------------ | ----------- | ----------- |  |
|                | Michel Voisin sortant réélu | UMP            | 20 050       | 40,73        | 26 175      | 56,96       |  |
|                | Guillaume Lacroix           | PRG (PS)       | 15 419       | 31,32        | 19 780      | 43,04       |  |
|                | Corinne Mossire             | RBM (FN)       | 9 390        | 19,07        |             |             |  |
|                | Daniel Blatrix              | FG (PCF)       | 1 560        | 3,17         |             |             |  |
|                | Nicolas Zielinski           | EÉLV           | 1 521        | 3,09         |             |             |  |
|                | Michèle Vianès              | DLR            | 635          | 1,29         |             |             |  |
|                | Laurence Mayer              | AÉI            | 300          | 0,61         |             |             |  |
|                | Jean-François Mortel        | NPA            | 192          | 0,39         |             |             |  |
|                | Électre Dracos              | LO             | 163          | 0,33         |             |             |  |
|                |                             |                |              |              |             |             |  |
| Inscrits       | Inscrits                    | Inscrits       | 84 591       | 100,00       | 84 589      | 100,00      |  |
| Abstentions    | Abstentions                 | Abstentions    | 34 710       | 41,03        | 37 384      | 44,19       |  |
| Votants        | Votants                     | Votants        | 49 881       | 58,97        | 47 205      | 55,81       |  |
| Blancs et nuls | Blancs et nuls              | Blancs et nuls | 651          | 1,31         | 1 250       | 2,65        |  |
| Exprimés       | Exprimés                    | Exprimés       | 49 230       | 98,69        | 45 955      | 97,35       |  |

#### Cinquième circonscription (Oyonnax)
| Candidat       | Candidat            | Parti          | Premier tour | Premier tour | Second tour | Second tour |  |
| Candidat       | Candidat            | Parti          | Voix         | %            | Voix        | %           |  |
| -------------- | ------------------- | -------------- | ------------ | ------------ | ----------- | ----------- |  |
|                | Damien Abad élu     | NC (UMP)       | 13 231       | 31,81        | 22 008      | 56,40       |  |
|                | Josiane Exposito    | PS (EÉLV, PRG) | 11 857       | 28,51        | 17 012      | 43,60       |  |
|                | Patrick Sokolowski  | RBM (FN)       | 7 482        | 17,99        |             |             |  |
|                | Michel Perraud      | PRV            | 3 946        | 9,49         |             |             |  |
|                | Mylène Ferri        | FG (PCF) (PG)  | 3 046        | 7,32         |             |             |  |
|                | Jean Galienne       | MHAN,          | 446          | 1,07         |             |             |  |
|                | Brigitte Sansano    | DLR            | 305          | 0,73         |             |             |  |
|                | Patrick Royer       | MÉI            | 301          | 0,72         |             |             |  |
|                | Bernard Favre       | AÉI            | 232          | 0,56         |             |             |  |
|                | Jean-Michel Boulmé  | POI            | 222          | 0,53         |             |             |  |
|                | Christophe Céréséro | NPA            | 184          | 0,44         |             |             |  |
|                | Bernard Léger       | MPF            | 176          | 0,42         |             |             |  |
|                | Guy Largeron        | LO             | 165          | 0,40         |             |             |  |
|                |                     |                |              |              |             |             |  |
| Inscrits       | Inscrits            | Inscrits       | 73 718       | 100,00       | 73 713      | 100,00      |  |
| Abstentions    | Abstentions         | Abstentions    | 31 568       | 42,82        | 33 391      | 45,3        |  |
| Votants        | Votants             | Votants        | 42 150       | 57,18        | 40 322      | 54,7        |  |
| Blancs et nuls | Blancs et nuls      | Blancs et nuls | 557          | 1,32         | 1 302       | 3,23        |  |
| Exprimés       | Exprimés            | Exprimés       | 41 593       | 98,68        | 39 020      | 96,77       |  |